# Histoire secrète de SOS Racisme
 (mars 2014).
Si vous disposez d'ouvrages ou d'articles de référence ou si vous connaissez des sites web de qualité traitant du thème abordé ici, merci de compléter l'article en donnant les références utiles à sa vérifiabilité et en les liant à la section « Notes et références ».
Pour les articles homonymes, voir Histoire secrète.
Histoire secrète de SOS Racisme est un pamphlet de Serge Malik paru en 1990 chez Albin Michel. Il a été réédité en mai 2014 aux éditions Les points sur les i.
Narrant les enjeux et les manœuvres politiques qui furent à l’arrière-plan de la création du mouvement antiraciste, ce livre accuse notamment le Parti socialiste et particulièrement l'ancien président François Mitterrand de manipulation.

## Auteur
Serge Malik, né en 1952 à Lyon  est l’un des membres fondateurs de l'association SOS Racisme. De père musulman algérien de Constantine (Algérie) et de mère juive également originaire de Constantine (Algérie), il se définit lui-même comme un « faux beur », un « margarine ». Il est le seul membre du groupe des fondateurs qui ne revendique aucune expérience militante antérieure.

## Histoire de SOS Racisme selon Serge Malik
L'histoire de Serge Malik s'inscrit dans la prise de conscience des phénomènes racistes du début des années 1980. Croyant au combat antiraciste comme moyen efficace pour vaincre l’intolérance, l’exclusion et les inégalités sociales, Malik après l’apparition soudaine d’Harlem Désir dans l’émission de Michel Polac Droit de réponse abandonne son métier de comédien et s’engage dans SOS Racisme.  
Au fil des années se développe chez lui l'idée qu'il avait été manipulé par des politiciens pour lesquels l’immigration et l’intégration n’étaient qu’un instrument politique. Profondément écœuré, l’auteur confie dans ce livre l’histoire de ce qu'il perçoit désormais comme un mirage. 
Julien Dray fondateur de SOS Racisme est décrit par Malik comme un arriviste manipulant Harlem Désir à sa guise et organisant la structure de SOS Racisme selon ses projets et besoins politiques propres, et au service d'ex-trotskistes soutenus par l'Elysée. Il crée ainsi une association dont la fonction serait la lutte contre l’exclusion sous toutes ses formes, palliant la carence de moyens médiatiques et associatifs pour les fils et filles d'immigrés, et qui repose sur ce que l'auteur décrit comme des slogans creux et la falsification de mythes fondateurs. Sur le terrain, le mouvement sert surtout, selon Malik, à relayer le PS et combattre le Parti communiste français.
Serge Malik dénonce également dans son ouvrage le soutien apporté par les syndicats proches du Parti socialiste, la presse, les réseaux maçonniques et la surreprésentation, au sein des instances dirigeantes du mouvement, de membres de syndicats juifs (comme l'Union des étudiants juifs de France) par rapport aux « beurs ».

## Réception
Philippe Juhem présente ce livre comme un « pamphlet contre Julien Dray et Harlem Désir qui raconte la fondation et les premières années de fonctionnement de l'association sur la tonalité du complot, de la manipulation et de la magouille ». Les dirigeants de SOS préféreront ne pas porter plainte contre le livre « pour ne pas contribuer à son succès ».